# 會計法第99-1條修正烏龍事件
會計法第99-1條修正烏龍事件是2013年5月31日中華民國立法院通過的《會計法》第99條之1修正案引發的爭議事件。立法院該日深夜經朝野黨團協商同意，迅速三讀通過《會計法》第99條之1修正案，將原僅適用於行政首長的特別費報支、核銷除罪化，擴大到民意代表與大專院校職員、研究人員支用政府補助的研究計劃費的報支、核銷。由於修正條文溯及既往部分規定2010年12月31日前，各民意機關支用的業務費等不追究責任，使得修正案通過後，立法委員顏清標用公款喝花酒將獲得除罪，引起各界撻伐。該修正案與早先被提出的類似修正案一樣，被輿論稱為「顏清標條款」。
此外，數個黨團宣稱為替大專院校研究人員除罪「忍痛」支持修正案，然而三讀通過的法條被媒體指出漏了關鍵的「教」字，因此大學教員可能沒有被納入除罪範圍。對於媒體的報導，行政院表示修正案是立法院提案與通過的，拒絕為漏字提請立法院覆議。媒體報導法務部官員表示，在檢方未作成統一解釋前，大學教員仍會依現行法律偵辦。中華民國檢察官協會發表聲明，表示修正案違反憲法與平等原則。律師黃英哲於報紙投書表示，即使沒有漏字，修正後條文仍與為教授除罪的目的有一段難以忽視的距離。
6月5日，台灣團結聯盟立法院黨團總召集人林世嘉以擅自簽署《會計法》修正案宣布辭去黨團總召集人。6月6日，民主進步黨主席蘇貞昌拜會行政院院長江宜樺，江拒絕提出覆議；同日，蘇為該修正案向全國人民道歉。第二天總統馬英九向全國道歉，要求行政院院長轉請立法院覆議。6月13日，由行政院提出的會計法修正案覆議，在立法院臨時會以110票對0票，表決5月31日的決議不予維持。

## 背景
2006年國務機要費案起訴後，檢調針對行政首長特別費不當支用展開調查。起訴馬英九（2007年2月）、呂秀蓮、游錫堃、陳唐山（均為2007年9月）、施茂林、杜正勝、李逸洋、林嘉誠、朱武獻（均為2008年7月）等，所有首長均獲判無罪，而首長幕僚因使用假發票核銷被判刑者在十人以上。檢調同時對民代偵查，判刑確定者如顏清標、張清堂、蔡文雄（均為2012年11月）等。
2011年5月3日，立法院通過修正案，新增《會計法》第99-1條，為2006年12月31日以前之行政首長特別費不當支用除罪。當時無黨團結聯盟希望將除罪範圍由行政首長特別費擴及地方民代，國民黨以希望法案單純回絕。同年稍晚，無黨聯盟自行提出修訂《會計法》，將除罪化對象擴及各級地方民代，輿論質疑此舉專為無盟前立委顏清標所涉利用公款喝花酒案解套，該修正案被數家媒體稱作顏清標條款。國民黨立法院黨團（下稱國民黨團）在第八屆立委選舉（2012年1月14日）後，以處理政府改造相關修正案為由，連署召開臨時會，計畫在第七屆立委任期（至同年1月31日）結束前夾帶處理本案，引發各界強烈質疑，最後在社會壓力下未進行處理。2月開始的第八屆立委任內，民代除罪版修法案轉由國民黨立委林滄敏接手提案。
2012年起，檢調大舉偵辦公立大學教授涉嫌以假發票詐領補助費。至2013年5月底已有數百大專院校教員接受偵訊，彰化地檢署依貪污罪起訴14名教授，國立中正大學化工系教授林昭任在二審判刑5年，前國立嘉義大學教授余哲仁判刑3年6個月。關於偵辦細節，2013年9月，臺大醫院醫師柯文哲曾敘述其經歷：「我收到調查局來函，我被列為貪瀆案犯罪嫌疑人，須接受偵訊。我還在納悶，台大醫師如何貪瀆？後來我去調查局，我沒想到他會問我4年前做研究報帳買的塑膠椅1張（新台幣）399塊，5張，現在在哪？他說：『如果找不到，就是公務員貪瀆罪，10年以上有期徒刑；如果找到，品項不對，就是偽造文書罪，反正你一定有罪！』」

## 時間簡表
5月31日，立法院在會期最後一天深夜將《會計法》第99條之1修正案排入倒數第二個議案，一口氣三讀通過。修正案內容如下（第二項、第三項為新增部分；第一項即2011年5月3日通過新增的第99條之1全文，此次未做更動。）：

修正會計法第九十九條之一條文
第九十九條之一
中華民國九十五年十二月三十一日以前各機關支用之特別費，其報支、經辦、核銷、支用及其他相關人員之財務責任均視為解除，不追究其行政及民事責任；如涉刑事責任者，不罰。
中華民國九十九年十二月三十一日以前各民意機關支用之研究費、公費助理費與加班費、業務費、出國之考察費、各鄉（鎮、市、區）公所支用之村（里）長事務補助費；中華民國一百零一年十二月三十一日以前各大專院校職員、學術研究機構研究人員支用政府機關補助之研究計畫費，其報支、經辦、核銷、支用及其他相關人員之財務責任均視為解除，不追究其行政及民事責任；如涉刑事責任者，不罰。但已報支不符法令之相關費用，應予繳回。

意圖為自己或第三人所有非關研究執行之財物，而報支政府機關補助之研究計畫費者，不適用前項規定。
6月1日至3日，媒體紛紛報導修正案使大學教授得以除罪。
6月4日，媒體紛紛報導與質疑修正案中漏掉「教」字。《自由時報》社論點名朝野四黨主席馬英九、蘇貞昌、黃昆輝、宋楚瑜公開道歉。
同日，針對外界提出由行政院向立法院提出覆議，行政院發言人鄭麗文表示，會計法修法是由立委提案以及通過，不是行政院的案子，行政院不會提覆議。同一天民進黨立法院黨團召集人柯建銘表示行政院對修正案的結果負有責任，修正案原有國民黨立委林滄敏、蔡正元、民進黨立委李應元等版本，總統府「五人小組」5月27日討論定調，經行政院修正為單一版本法條，送朝野黨團協商，照行政院修正內容，由立法院院會三讀通過。國民黨政策委員會執行長林鴻池否認行政部門有參與條文修訂。6月12日出刊的《新新聞》第1371期報導稱「二十八日的協商，最後眾人將協商後的文字交由行政院看過，王金平也致電府院五人小組成員，確認馬英九總統及行政院長江宜樺都同意修法文字。」行政部門是否參與修訂條文成為一場羅生門。
同日，國民黨政策會執行長（大黨鞭）林鴻池表示修正案適用對象應該是有包含教授，不過既然有爭議，行政院、司法院可以研究，如果認定教授可以包含在除罪化範圍，行政院就沒必要提覆議，如果行政院認為這次修法未包含教授，國民黨團會再審慎研究修法。自由時報報導未具名法務部官員表示，修正案公佈後，最高檢察署或高檢署宜就教授是否可以除罪化做成統一見解。檢察機關若認為公帳公用的教授符合除罪化範圍，則可以結案處理，否則就持續偵辦，不受影響。林鴻池與法務部官員的說法肯定漏字分別留予行政院、檢察機關對於大專院校教員是否除罪的解釋空間。
6月5日，台聯林世嘉辭去立法院黨團總召集人。
6月6日，民進黨主席蘇貞昌拜會行政院院長江宜樺，建議行政院提出覆議，但江拒絕提出覆議。蘇稍後回到民進黨中央黨部，為會計法修法爭議向社會鞠躬道歉，表示全力支持會計法覆議。
6月7日上午，總統馬英九召開記者會，表示已決定同意行政院向立法院提出覆議。對民意代表等人員不當使用公款的除罪化、漏字表示，執政黨思考不周，也違背社會大眾的期待。提出覆議的理由是認為修正案對民意代表等人員與教授等人員的除罪有雙重標準，僅後者有公款公用、公款私用的區分，違反平等原則，行政院亦認為修正後條文將有窒礙難行之處。同日，民進黨召開臨時黨團大會，立法院黨團三長潘孟安、柯建銘、邱議瑩公開道歉，宣布將立委葉宜津連署的會計法修正復議送交立法院議事處。。
6月9日，中華民國檢察官協會發表聲明批評，修正案違反平等原則，針對非社會弱勢族群的民意代表及大學教職員，以優於一般人民的差別待遇立法，不僅違憲，也違反歷次大法官解釋對平等原則所作的闡釋，違背法律之前人人平等原則。
6月13日，由行政院提出的會計法修正案覆議，在立法院臨時會以110票對0票，表決5月31日的決議不予維持。與顏清標素有交情的高金素梅、顏清標之子顏寬恒未投票，立法院副院長洪秀柱至中國大陸參加吳習會缺席。顏寬恒表示，父親沒有貪污，特別費是歷史共業，立法院修正《會計法》出現漏字問題，外界只攻擊顏清標，很不公平。
7月1日，台聯宣布，由於林世嘉在《會計法》修正案中獨斷獨行、違背黨決策程序，中執會本日通過開除林世嘉黨籍，林世嘉的全國不分區立法委員遺缺由同黨籍前高雄市議員葉津鈴遞補。

## 漏字、平等原則以外的爭議

### 條文部分
1. 根據律師黃英哲報紙投書，公立大專院校研究經費來源至少可分為：政府補助、民間業者委託、與企業建教合作。「以國立嘉義大學教授遭判決確定之貪污罪案件為例，就是屬於大學之建教合作計劃，而由私人公司提供研究經費之情形，如依新修法內容，縱使將教師補進條文中，對於接受民間委託或建教合作計劃案之公立大學教授所涉犯貪污罪案件，因為並不屬於新法所規定「政府機關補助之研究計劃費」，而不在適用之列。」[19]
2. 一樣根據律師黃英哲投書，目前最高法院檢察署所持見解，認為各種研究計劃費均為公立大學之收入而屬「公款」，以至於檢察官依法可以犯貪污罪進行偵查或起訴教授。修正案中應明文排除研究計劃費為公款，始為治本。[19]
3. 輿論質疑以公款喝花酒是否該除罪。柯文哲質疑，同樣使用假發票核銷，將所得公款用在研究與用在喝花酒，是否應獲得同等待遇。

### 操作手法部分
1. 各黨團在此次修正案稱不忍看到某某教授被偵辦，希望為教授除罪，卻隻字不提為民代除罪部分。對此柯文哲在6月2日表示「選在半夜將顏清標和柯文哲同時除罪化，不知道我要感謝顏清標，還是顏清標該感謝我，或是我們互相感謝？」[20]2012年起檢調大舉偵辦大專院校教員假發票報帳，卻從未見大舉偵辦民代，事實如此，各黨團尚欲訴求為教授除罪的感情共鳴，手法粗劣。
2. 立法委員自詡修法立意良善，卻未能足夠周全考慮修正案在大專院校教員等人員的除罪，以致好事磨成惡事，所有殷殷企盼修法的相關人員再次失望。

### 其他部分
- 公民監督國會聯盟秘書長張宏林在6月5日的記者會表示，黨團協商在1999年法制化後，應依法全程錄影、錄音、記錄，並刊登於《立法院公報》[注 3]；但立法院不但未付諸實行，甚至推說「沒有結論的協商無須公開」；讓少數人決策的密室協商弱化立法院各委員會的功能，直接主導國家重大議題。[21]

## 各方反應
執政黨
- 立法院院長王金平：法案三讀過關後，並沒有跟任何高層討論，且立法院休會前的議程表都已經列出來，大家都看得到；至於黨內立委反彈，王金平說，那是黨團的事情，黨團不是他在運作。
- 總統馬英九：2013年6月7日鞠躬道歉，支持蘇貞昌提出的覆議案方法解決[22][23][24]。
- 立法委員賴士葆：回到原點比較符合社會期待[25]。

在野黨
- 蔡英文：朝野政黨在處理會計法修法時，某個程度上都過於輕忽民意，還好民進黨先即時調整，她認為這件事馬總統還是必須要負最大的責任，也希望執政黨能得到教訓，今後在處理重大議題時，應該要把民意當成最優先的考量，就像核四議題，民意已經非常清楚，政府就應該從善如流，立即停建核四[26]。
- 蘇貞昌：2013年6月6日鞠躬道歉，表示全力支持會計法覆議，並拜見行政院長江宜樺，卻碰了軟釘子。
- 謝長廷：（這次的修法）可能是很巧妙、很精細的操作，因為前一陣子醫師柯文哲被檢調列為貪污的案件，媒體報導得很大，各界聲援他，現在會計法修法，媒體焦點出來才知道，原來是要替民代除罪，修法後，柯文哲等教授的部分，沒有除罪，這很不可思議，代表馬英九並不笨，國民黨很聰明，如果這是烏龍，也太滑古今之大稽[27]。
- 郭正亮：教授惹不起，違法報銷的人夠多，即使有人買手機、包包、冰箱，也可以除罪。民代惹不起，違法報銷的人夠多，即使有人喝花酒到離譜程度，也可以除罪。這是台灣的民主之恥，也是立法院的超級醜聞。王金平和柯建銘，是兩大民主罪人[28]。
- 2013年6月5日，民進黨桃園縣議會黨團決議，建請蘇貞昌開除柯建銘不分區立委。民進黨桃園縣議會黨團總召集人呂林小鳳說，現在基層罵民進黨與國民黨同流合污，參與協商的林世嘉已請辭負責，民進黨不能沒有人負責，柯建銘已不適任民進黨不分區立委；民進黨桃園縣黨部主委鄭文燦回應，桃園縣議會黨團已經告知決議，交由桃園縣議會黨團發言[29]。同日，民進黨台南市黨部主委蔡旺詮說，基層支持者反彈聲浪很大，台南市黨部三天來抗議電話不斷，民進黨卻遲未處理；他希望中央黨部積極面對，決定該由誰出面負責，祭出黨紀處分，才能向基層支持者交代[30]。

其他
- 柯文哲：國家空轉，已習慣了[31]。對於修法除罪計畫一併替民代和學者解套一事，他表示：「或許政府覺得喝花酒和做研究一樣，都很有貢獻」。[32]2015年12月，柯文哲為柯建銘新書《大局．承擔：柯建銘的國會折衝與關鍵承擔》撰寫推薦序，他說，此次修法常被外界批評是為顏清標脫罪的修法，但是當時他就認為《會計法》早就應該修正了，「學術界這麼多人涉案，竟無人敢對這個惡法開槍，根本是知識分子的懦弱」[33]。
- 楊蕙如：2013年6月6日在臉書表示，她在2008年政黨輪替後加入民進黨，沒想到民進黨在立法院黨團總召集人柯建銘帶領下與國民黨共謀通過《會計法》修正案，一起替顏清標背書解套，「我替自己投的不分區選票感到可恥」、「我為我民進黨黨員的身分感到可恥」，如果一個月內柯建銘還是擔任民進黨立法院黨團總召集人、沒有受到任何懲處，「我自己開除自己的民進黨籍」。
- 潘建志：2013年6月6日在臉書抨擊，使用禁藥或參與賭博打假球的職業球員最後只能黯然離開球場，「比較起來，政治人物真是好混多了」[34]。
- 黃英哲：此次修法明顯存在「修法粗糙」之重大缺陷，而未能達成所謂「將教授除罪化，以避免嚴重衝擊我國未來學術發展」之目的[19]。
- 2013年6月5日，公民監督國會聯盟於立法院召開「廢除黨團協商，拒絕少數集權」記者會，公民監督國會聯盟常務理事顧忠華、中央研究院法律研究所副研究員黃國昌、永社理事黃帝穎、公民監督國會聯盟執行長張宏林、公民監督國會聯盟基本表現與IVOD評鑑小組成員魏澤民輪番批評會計法修法，要求：㈠立法院廢除《立法院職權行使法》黨團協商制度，㈡立法院公開會計法修法黨團協商會議錄影錄音紀錄，㈢馬英九要求行政院提出覆議[35]。
- 2013年6月8日，《自由時報》專欄作家李敏勇批評：「對照民進黨捲入中國國民黨在立法院修《會計法》為顏清標條款闖了禍的歷史共業說，民進黨好好一個期待人民支持、要改變中國國民黨執政亂象的最大在野黨，一下子彷彿掉落和中國國民黨一樣的政治水平，徒然增加人民的政治無望感。要比爛，還期待什麼呢？難怪，馬執政把台灣邊緣化，但民進黨好像沒有佔到便宜。」[36]。
- 2013年7月7日，《自由時報》專欄作家金恆煒批評：「台聯據稱『揮淚斬馬謖』地撤銷了不分區立委林世嘉的黨籍。……台聯究竟是小黨，一個可說沒有實力而殘喘的小黨……台聯秘書長林志嘉接受《新新聞》訪問，否認顏清標透過關係送了一筆錢給台聯的指控，表示『絕無此事』，但坦言黨中央受到很多勢力的施壓；最關鍵的是指出黃昆輝（台聯黨主席）堅持『讓黨團自行決定』的原則。這是台聯的不打自招，尤其是『黨團自決』四字，不是和盤托出栽贓林世嘉的原委？更不堪的是，竟而黨中央收錢辦事，事不成，還要抹黑同志來抬高自己？……開除林世嘉，結果會不會開除了自己？」[37]
  - 2013年7月10日，台聯副秘書長劉一德回批：「（金恆煒）指此事為『殘喘小黨』的內部權力鬥爭，實則不是。這一次，林（世嘉）委員在未告知主席與秘書長的情況下，擅簽『顏清標條款』，外界一片撻伐；台聯只是珍惜一一七萬八千位選民的付託，不得不祭出黨紀吧！……（今年）六月初『《會計法》四黨秘密協商』一事，不是簽字者都被清議罵到臭頭嗎，兩大黨魁都出來道歉，四黨黨鞭都成了壞蛋？怎麼才過沒幾天，照社會清議走的台聯，堅守高標準的台聯，黨紀開鍘犯錯者的台聯，反而變成被罵的對象呢？是非到底在哪？」[38]

## 注
1. ↑  被指出漏了「教」字的位置。
2. ↑  指馬英九政府當時的核心決策團隊，包括總統馬英九、副總統吳敦義、行政院院長江宜樺、國民黨秘書長曾永權、立法院院長王金平。
3. ↑  法源可能為《立法院職權行使法》第70條：「……議案進行協商時，由秘書長派員支援，全程錄影、錄音、記錄，併同協商結論，刊登公報。」然而上引條文為2008年5月修正。

## 外部連結
- 會計法-全國法規資料庫 （页面存档备份，存于）